# Kölgyesi György
Kölgyesi György (névvariánsok: Kölgyesy; Kölgyessy) (Karcag, 1926. szeptember 8. – Budapest, 2002. január 18.) Aase-díjas magyar színész.

## Életpálya
Karcagon született, 1926. szeptember 8-án. 1948-53 között a MÁV Landler Jenő Járműjavítóban, 1959-61 között a Telefongyárban dolgozott. 1955-ben a Miskolci Nemzeti Színházban kezdte színészi pályáját. 1956–tól 1959-ig a szolnoki Szigligeti Színház tagja volt. 1961-től a kecskeméti Katona József Színházban játszott. 1983-tól a Népszínháznak, illetve jogutódjának: a Budapesti Kamaraszínháznak volt a színésze. Nyugdíjasként a Vígszínházban és Kecskeméten is játszott. Karakterszerepek megformálásával aratott sikert. Számos filmben tűnt fel, kis epizódszerepben. 1993-ban Aase-díjat kapott. 2002. január 18-án hunyt el, Budapesten.

## Színházi szerepeiből
- Katona József: Bánk bán...Mikhál bán
- William Shakespeare: Hamlet...Első sírásó
- William Shakespeare: Troilus és Cressida...Nestor
- William Shakespeare: A makrancos hölgy...Gremio
- Edmond Rostand: Cyrano de Bergerac...Egy néző
- Karinthy Ferenc: Budapesti tavasz...Zalotujev
- Nikola Hristič: Savonarola...Bélpoklos
- Eisemann Mihály – Szilágyi László: Én és a kisöcsém...Kelemen Félix
- Huszka Jenő Mária főhadnagy...Kászonyi ezredes
- Georges Feydeau: Osztrigás Mici...Chanteau abbé
- Bíró Lajos: Sárga liliom...Katolnay ezredes
- Szép Ernő Lila ákác...Angelusz papa, artista ügynök
- Tirso de Molina: A zöldnadrágos lovag...Don Diego
- Brendan Behan – Fodor Ákos: A túsz...Möszijő, a ház tulajdonosa
- Németh László: VIII. Gergely...Főinkvizítor
- Németh László: A két Bolyai...Lőrinc, inas
- Márton László: Lepkék a kalapon...Baán Gábor
- Hubay Miklós: Túsz-szedők...Tyndareus
- George Bernard Shaw: Szent Johanna...Hóhér és Egy Úr XX. századból
- Fejes Endre: Az angyalarcú...Hajasbaba
- Eugene O’Neill: Amerikai Elektra...Seth Beckwith
- Pierre-Augustin Caron de Beaumarchais: Figaro házassága...Antonio kertész, Susana nagybátyja
- Jókai Mór: A hulla férje...Jacques Moulin
- Friedrich Schiller: Haramiák (Banditák)...Dániel
- Eugène Labiche – Marc Michel: Olasz szalmakalap...Tardiveau, könyvelő
- Rideg Sándor: Indul a bakterház...Rozi apja

## Filmek, tv
- Köznapi legenda (színházi előadás tv felvétele) (1966)
- Egy óra múlva itt vagyok… (sorozat) A Mephisto akció című rész (1971) ... Sztaroszta
- Shakespeare: Troilus és Cressida (színházi előadás tv felvétele) (1974)
- Holnap lesz fácán (1974)
- Déry Tibor: Óriás (tv film)
- Kiválasztottak (tv film)
- Mert ahová te mégy, oda megyek én is (magyar játékfilm)
- Doktor Senki (1977)
- A nem várt vendég (1978)
- Áramütés (1979)
- Angi Vera 1979)
- Napforduló (1979)
- Kiválasztottak (1981)
- II. József császár (1982)
- Özvegy és leánya (sorozat) Fejedelmi vadászat című rész (1983)
- Sértés (1983)
- Hatásvadászok (1983)
- Örökkön-örökké (1984)
- Te rongyos élet (1984)
- Az óriás (1984)...Fecske bácsi
- Kaviár és lencse (1985)...Nagypapa
- Egy kicsit én, egy kicsit te (1985)...Nagypapa
- Hány az óra, Vekker úr? (1985)
- Elysium (1986)
- A fekete kolostor (1986)
- Koldus Napóleon (tv film) (1987)...A koldus
- Volt egyszer egy úrlovas (1987)
- Bánk bán (1987)
- A nap lovagja (1987)
- Vakvilágban (1987)...Kovács
- Hol volt, hol nem volt (1987)
- Eldorádó (1988)
- Soha, sehol, senkinek! (1988)
- Keresünk egy jobb hajót (1988)...Éjjeliőr
- Mielőtt befejezi röptét a denevér (1989)
- Az új földesúr (1989)
- Alapképlet (1989)
- Margarétás dal (1989)
- Holnapra a világ (1990)
- Leonce és Léna (tv film)...A szertartásmester (1991)
- Angyalbőrben (sorozat) Álca nélkül című rész (1990); Computer manőver című rész (1991); Frontszínház című rész (1991);  Bogdán koporsója című rész (1991); Military-tours című rész ... Jenő bácsi (1991)
- Csapd le csacsi! (1991)
- Família Kft. (sorozat) Ki van az üzletben? című rész ... Gyuri, nagypapa barátja (1991); A pénztárgép című rész ... Vevő (1992)
- Sose halunk meg (1993)
- Privát kopó (sorozat) Az egyszer-volt gyilkosságok című rész (1993)
- 40 Millió (1994)
- Devictus Vincit (1994)
- Patika (sorozat) A beteg (1995)
- Kisváros (sorozat) A sivatagi rózsa című rész ... Kamarás úr (1995)
- A vád (1995)
- Szomszédok (sorozat) 102. rész (1991); 274. rész, 278. rész (1997); 279. rész, 282. rész, 284. rész, 286. rész, 289. rész, 291. rész (1998)

## Díjak,elismerések
- Munka Érdemrend (1985)
- Aase-díj (1993)